# ベ・ラザール
ベ・ラザール（英語: Baie Lazare、フランス語: Baie Lazare、セーシェル・クレオール語: Be Lazar）は、セーシェルの地区のひとつ。

## 隣接行政区画
- アンス・ボワロー
- アンス・ロイヤル
- タカマカ